# Västra Torsås församling
Västra Torsås församling är en församling i Skatelövs pastorat i Allbo-Sunnerbo kontrakt i Växjö stift och i Alvesta kommun i Kronobergs län. 
Församlingskyrka är Västra Torsås kyrka. 

## Administrativ historik
Församlingen har medeltida ursprung. Omkring 1595 utbröts Härlunda församling.
Församlingen bildade på medeltiden pastorat med Vislanda församling för att därefter till 1 maj 1893 vara annexförsamling i pastoratet Skatelöv, Västra Torsås och Härlunda. Från 1 maj 1893 till 1962 var den moderförsamling i pastoratet Västra Torsås och Härlunda. Från 1962 bildade församlingen ett eget pastorat för att från 1991 åter bilda pastorat med Skatelövs församling.